# Полевичка малая
Полевичка малая (лат. Eragrostis minor) — вид травянистых растений рода Полевичка (Eragrostis) семейства Злаки (Poaceae).

## Ботаническое описание

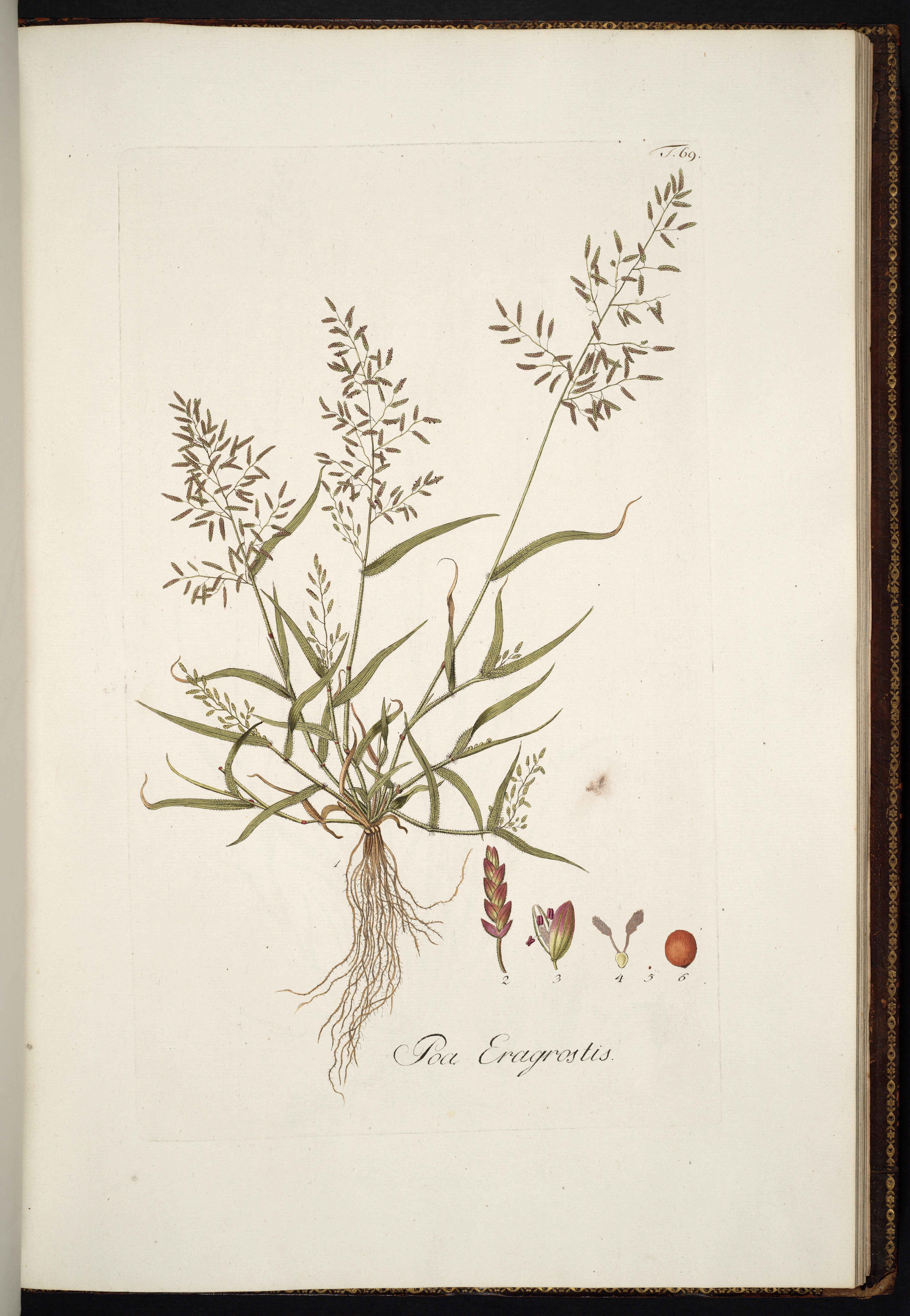

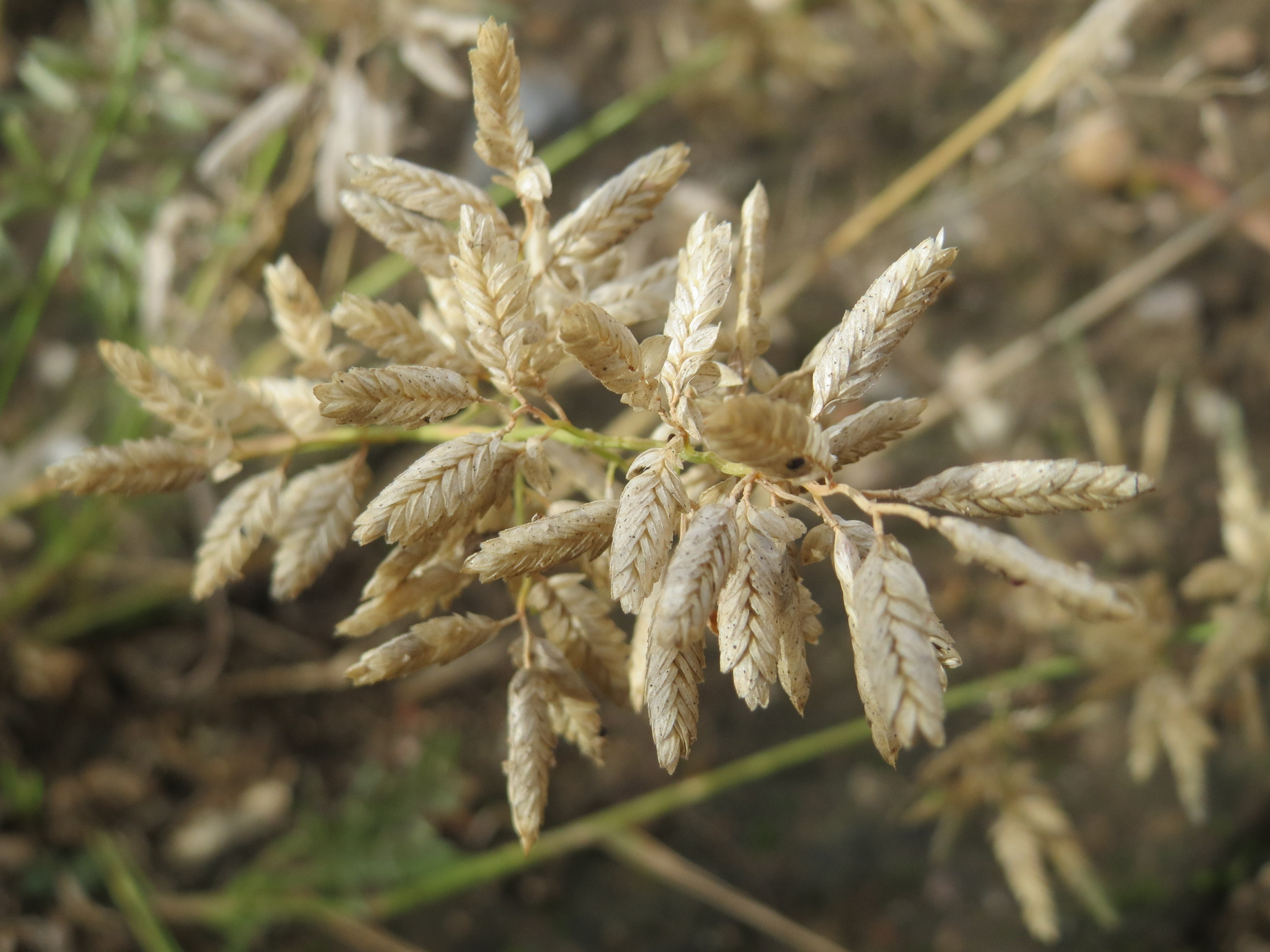
Соцветие

Однолетнее травянистое растение, с тонкими мочковидными корнями и более или менее раскинутыми, восходящими, реже лежачими стеблями 6—40 см длиной. Листья 2—4, реже до 5 мм шириной, на нижней стороне с очень редкими длинными отстоящими волосками, а по краям с тупыми зеленоватыми бугорками; влагалища их усажены также длинными, почти горизонтально отстоящими волосками, более густо у краев и на верхушке. Язычка нет, вместо него бахромка из волосков.
Метёлка раскидистая, 5—15 см длиной и 2,5—8 мм шириной, первичные доли её 7,5—5 см длиной почти горизонтально отклонённые, при основании толстоватые, отходят от общей оси соцветия обыкновенно поодиночке и при основании без длинных волосков. Колоски сероватые, 5—14-цветковые, 4—7 мм длиной и 1,3—2 мм шириной. Колосковые чешуйки в расправленном виде яйцевидные, заострённые, из них верхняя, немного более длинная — около 1,5 мм длиной. Наружная прицветная чешуйка в сложенном виде яйцевидно-ланцетовидная, 1¾—2 мм длиной. Зерновка желтоватая, округло-овальная, около 1 мм длиной и ⅔ мм шириной.

## Распространение и экология
Евразия и Африка. Встречается на сухих или щебнистых склонах, по песчаным берегам рек, иногда на степных лугах и около дорог.

## Синонимы
- Eragrostis beguinotii Belosersky (1915)
- Eragrostis brizoides Costa (1877), nom. illeg.
- Eragrostis pappiana (Chiov.) Chiov. (1908)
- Eragrostis poiformis Link (1827), nom. superfl.
- Eragrostis poioides P.Beauv. ex Roem. & Schult. (1817), orth. var.
- Eragrostis pooides P.Beauv. (1812), nom. superfl.
- Eragrostis vulgaris Coss. & Germ. (1845), nom. superfl.
- Eragrostis willdenoviana Nees ex Hook. & Arn. (1838)
- Poa canariensis Willd. ex Spreng. (1824), pro syn.
- Poa eragrostis L. (1753)basionym

и другие.